# Évry-Courcouronnes
Évry-Courcouronnes è un nuovo comune francese, creato il 1º gennaio 2019, fusione dei due comuni di Évry e di Courcouronnes, nel dipartimento dell’Essonne, nella regione Île-de-France.